# 국도 제15호선 (일본)

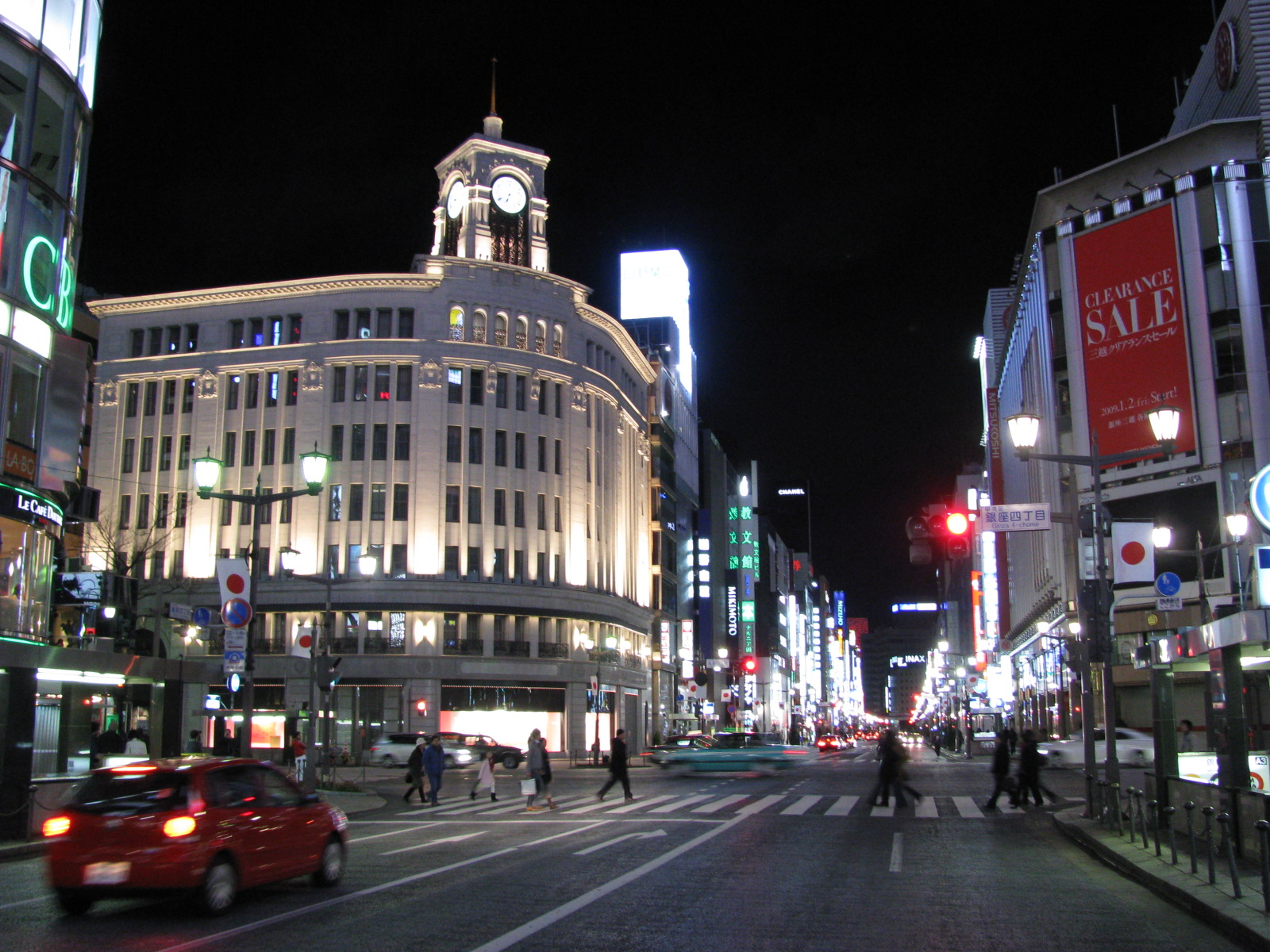
국도 제15호선 (도쿄도 주오구 긴자 4가 교차로)

국도 제15호선(일본어: 国道15号 고쿠도 주우고고오[*])은 도쿄도 주오구 니혼바시 다리와 가나가와현 요코하마시 가나가와구를 잇는 총 연장 29.6 km의 일본의 일반 국도이다. 그리고 이 국도는 과거에는 메이지 1번 국도(明治1號國道)라고 명명하게 되어 있었던 것으로 나와 있다.

## 경유지
- 도쿄도 : 주오구 - 미나토구 - 시나가와구 - 오타구
- 가나가와현 : 가와사키시 가와사키구 - 요코하마시 쓰루미구 - 가나가와구

## 접속 도로 및 시설
| 접속 도로 및 시설                                                               | 소재지                                                 | 소재지                | 소재지                              |
| ------------------------------------------------------------------------------- | ------------------------------------------------------ | --------------------- | ----------------------------------- |
| 국도 제4호선 국도 제6호선 국도 제14호선 국도 제17호선 (기점)                    | 도쿄도                                                 | 주오구                | 주오구                              |
| 수도 고속 도심 환상선                                                           | 도쿄도                                                 | 주오구                | 주오구                              |
| 국도 제1호선 국도 제20호선 (기점 - 니혼바시 네거리 중복됨)                      | 도쿄도                                                 | 주오구                | 주오구                              |
| 니혼바시 역 (도쿄 메트로 긴자 선, 도자이 선)                                    | 도쿄도                                                 | 주오구                | 주오구                              |
| 도쿄도도 제10호선                                                               | 도쿄도                                                 | 주오구                | 주오구                              |
| 도쿄도도 제408호선                                                              | 도쿄도                                                 | 주오구                | 주오구                              |
| 교바시 역 (도쿄 메트로 긴자 선)                                                 | 도쿄도                                                 | 주오구                | 주오구                              |
| 동일본 여객철도 게이요 선                                                       | 도쿄도                                                 | 주오구                | 주오구                              |
| 긴자 1초메 역 (도쿄 메트로 유라쿠초 선)                                         | 도쿄도                                                 | 주오구                | 주오구                              |
| 도쿄도도 제304호선                                                              | 도쿄도                                                 | 주오구                | 주오구                              |
| 긴자 역 (도쿄 메트로 긴자 선, 히비야 선)                                        | 도쿄도                                                 | 주오구                | 주오구                              |
| 도쿄도도 제316호선 제405호선                                                    | 도쿄도                                                 | 미나토구              | 미나토구                            |
| 신바시역                                                                        | 도쿄도                                                 | 미나토구              | 미나토구                            |
| 다이몬 역 (도쿄 도 교통국 지하철 아사쿠사 선, 지하철 오에도 선)                 | 도쿄도                                                 | 미나토구              | 미나토구                            |
| 수도 고속 도심 환상선                                                           | 도쿄도                                                 | 미나토구              | 미나토구                            |
| 국도 제130호선                                                                  | 도쿄도                                                 | 미나토구              | 미나토구                            |
| 도쿄도도 제409호선                                                              | 도쿄도                                                 | 미나토구              | 미나토구                            |
| 미타 역 (도쿄도 교통국 지하철 아사쿠사 선, 지하철 미타 선)                      | 도쿄도                                                 | 미나토구              | 미나토구                            |
| 도쿄도도 제301호선                                                              | 도쿄도                                                 | 미나토구              | 미나토구                            |
| 센가쿠지 역 (도쿄 도 교통국 지하철 아사쿠사 선, 게이힌 급행 전철 본선)          | 도쿄도                                                 | 미나토구              | 미나토구                            |
| 도쿄도도 제415호선                                                              | 도쿄도                                                 | 미나토구              | 미나토구                            |
| 시나가와역 (도카이도 신칸센, 도카이도 본선, 야마노테 선, 게이힌 급행 전철 본선) | 도쿄도                                                 | 미나토구              | 미나토구                            |
| 도쿄도도 제317호선                                                              | 도쿄도                                                 | 시나가와구            | 시나가와구                          |
| 기타시나가와 역 (게이힌 급행 전철 본선)                                         | 도쿄도                                                 | 시나가와구            | 시나가와구                          |
| 국도 제357호선 도쿄도도 제317호선                                               | 도쿄도                                                 | 시나가와구            | 시나가와구                          |
| 신반바 역 (게이힌 급행 전철 본선)                                               | 도쿄도                                                 | 시나가와구            | 시나가와구                          |
| 도쿄도도 제421호선                                                              | 도쿄도                                                 | 시나가와구            | 시나가와구                          |
| 아오모노요코초 역 (게이힌 급행 전철 본선)                                       | 도쿄도                                                 | 시나가와구            | 시나가와구                          |
| 도쿄도도 제420호선 도쿄 임해 고속 철도 린카이 선                                | 도쿄도                                                 | 시나가와구            | 시나가와구                          |
| 사메즈 역 (게이힌 급행 전철 본선)                                               | 도쿄도                                                 | 시나가와구            | 시나가와구                          |
| 다치아이가와 역 (게이힌 급행 전철 본선)                                         | 도쿄도                                                 | 시나가와구            | 시나가와구                          |
| 게이힌 급행 전철 본선                                                           | 도쿄도                                                 | 시나가와구            | 시나가와구                          |
| 도쿄도도 제316호선                                                              | 도쿄도                                                 | 시나가와구            | 시나가와구                          |
| 스즈가모리 나들목 (수도 고속 1호 하네다 선)                                     | 도쿄도                                                 | 시나가와구            | 시나가와구                          |
| 오모리 해안역 (게이힌 급행 전철 본선)                                           | 도쿄도                                                 | 시나가와구            | 시나가와구                          |
| 헤이와지마 역                                                                   | 도쿄도                                                 | 오타구                | 오타구                              |
| 도쿄도도 제318호선                                                              | 도쿄도                                                 | 오타구                | 오타구                              |
| 오모리마치 역 (게이힌 급행 전철 본선)                                           | 도쿄도                                                 | 오타구                | 오타구                              |
| 국도 제131호선 도쿄도도 제6호선                                                 | 도쿄도                                                 | 오타구                | 오타구                              |
| 우메야시키 역 (게이힌 급행 전철 본선)                                           | 도쿄도                                                 | 오타구                | 오타구                              |
| 도쿄도도 제11호선                                                               | 도쿄도                                                 | 오타구                | 오타구                              |
| 게이큐 가마타 역 (게이힌 급행 전철 본선, 공항선)                                | 도쿄도                                                 | 오타구                | 오타구                              |
| 게이힌 급행 전철 공항선                                                         | 도쿄도                                                 | 오타구                | 오타구                              |
| 도쿄도도 제311호선                                                              | 도쿄도                                                 | 오타구                | 오타구                              |
| 조시키 역 (게이힌 급행 전철 본선)                                               | 도쿄도                                                 | 오타구                | 오타구                              |
| 로쿠고 제방 역 (게이힌 급행 전철 본선)                                          | 도쿄도                                                 | 오타구                | 오타구                              |
| 다마강                                                                          | 도쿄도                                                 | 오타구                | 오타구                              |
| 가나가와현                                                                      | 가와사키시 가와사키구                                  | 가와사키시 가와사키구 |                                     |
| 가나가와현                                                                      | 가와사키시 가와사키구                                  | 가와사키시 가와사키구 | 게이힌 급행 전철 다이시 선          |
| 가나가와현                                                                      | 가와사키시 가와사키구                                  | 가와사키시 가와사키구 | 국도 제409호선                      |
| 가나가와현                                                                      | 가와사키시 가와사키구                                  | 가와사키시 가와사키구 | 가와사키 경마장                     |
| 가나가와현                                                                      | 가와사키시 가와사키구                                  | 가와사키시 가와사키구 | 국도 제132호선 가나가와현도 제9호선 |
| 가나가와현                                                                      | 가와사키시 가와사키구                                  | 가와사키시 가와사키구 | 가나가와현도 제101호선              |
| 가나가와현                                                                      | 가와사키시 가와사키구                                  | 가와사키시 가와사키구 | 가나가와현도 제140호선              |
| 가나가와현                                                                      | 가와사키시 가와사키구                                  | 가와사키시 가와사키구 | 동일본 여객철도 난부 선             |
| 가나가와현                                                                      | 쓰루미강                                               | 요코하마시            | 쓰루미구                            |
| 가나가와현                                                                      | 가나가와현도 제14호선                                  | 요코하마시            | 쓰루미구                            |
| 가나가와현                                                                      | 가나가와현도 제104호선                                 | 요코하마시            | 쓰루미구                            |
| 가나가와현                                                                      | 고쿠도역 (동일본 여객철도 쓰루미 선)                   | 요코하마시            | 쓰루미구                            |
| 가나가와현                                                                      | 가나가와현도 제6호선                                   | 요코하마시            | 쓰루미구                            |
| 가나가와현                                                                      | 다카시마 선 (동일본 여객철도 도카이도 본선)            | 요코하마시            | 쓰루미구                            |
| 가나가와현                                                                      | 가나가와현도 제111호선                                 | 요코하마시            | 가나가와구                          |
| 가나가와현                                                                      | 히가시카나가와 나들목 (수도 고속 가나가와 1호 오우 선) | 요코하마시            | 가나가와구                          |
| 가나가와현                                                                      | 국도 제1호선                                           | 요코하마시            | 가나가와구                          |

## 사진

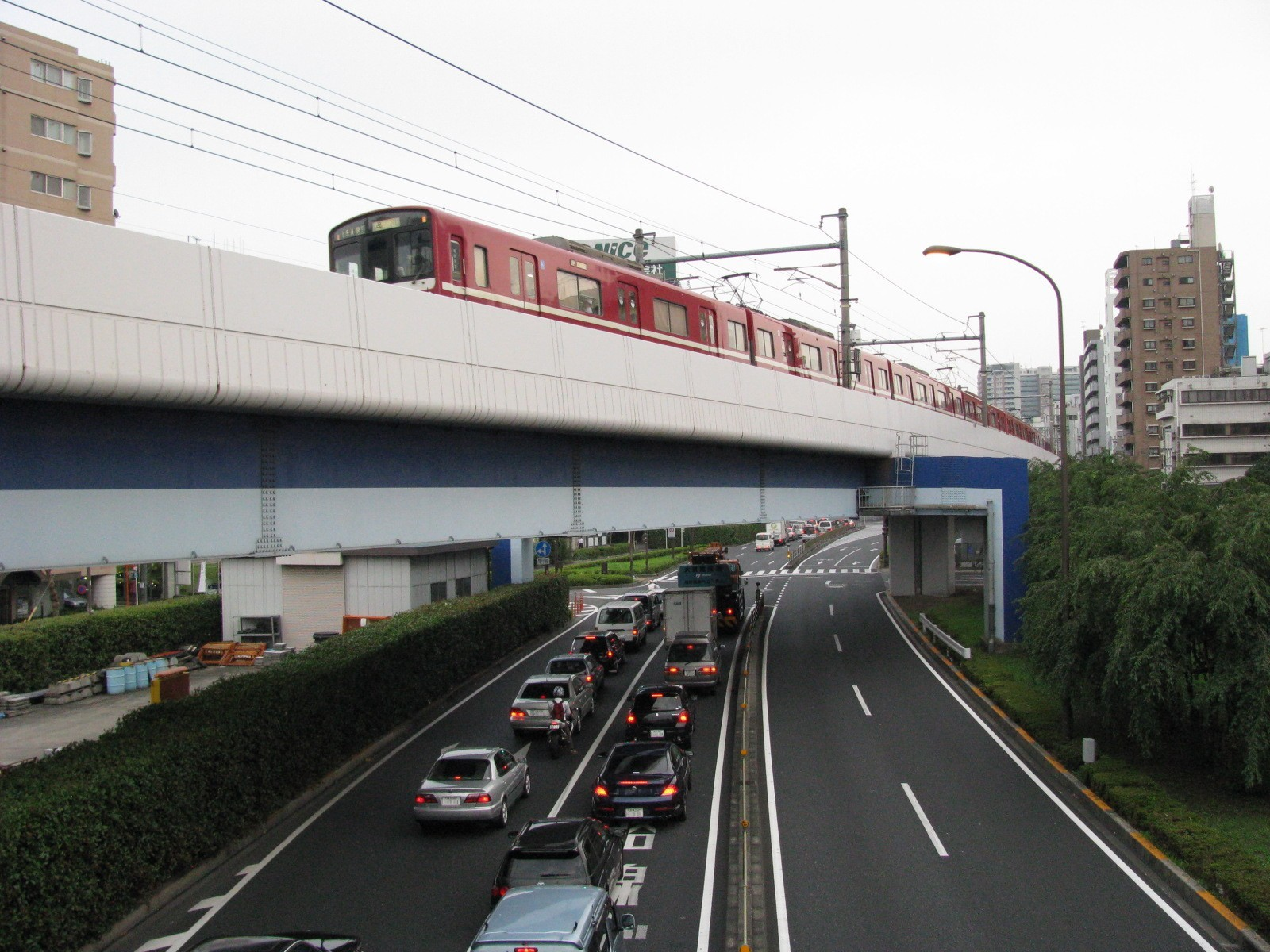
게이큐 본선 밑을 지나가는 국도 제15호선의 모습.